# Campeonato sub-19 de la AFC 2020
El Campeonato sub-19 de la AFC de 2020 habría sido la XLI edición del Campeonato Sub-19 de la AFC, el campeonato internacional bienal de fútbol juvenil organizado por la AFC para las selecciones nacionales masculinas sub-19 de Asia. Estaba previsto que tuviera lugar en Uzbekistán, que había sido designado como anfitrión por la AFC el 17 de septiembre de 2019. 
Originalmente estaba programado para ejecutarse entre el 14 y el 31 de octubre de 2020, pero la AFC anunció el 10 de septiembre de 2020 que el torneo se pospondría hasta principios de 2021 debido a la pandemia de COVID-19. La AFC confirmó el 11 de noviembre de 2020 que el torneo se jugará entre el 3 y el 20 de marzo de 2021. La AFC anunció la cancelación del torneo el 25 de enero de 2021, dejando los derechos de sede de la Copa Asiática AFC Sub-17 2023 con Uzbekistán.
Originalmente, los cuatro mejores equipos del torneo se habrían clasificado para la Copa Mundial de Fútbol Sub-20 de 2021 en Indonesia como representantes de la AFC, además de Indonesia, que se clasificó automáticamente como anfitriona de la Copa del Mundo. Debido a la actual pandemia de COVID-19, la Copa Mundial Sub-20 de 2021 también se canceló, y los derechos de organización de la Copa Mundial Sub-20 de la FIFA 2023 aún se mantienen con Indonesia.
Se esperaba que esta edición fuera la última que se jugara como un torneo sub-19, ya que la AFC ha propuesto cambiar el torneo de sub-19 a sub-20 a partir de 2023.

## Equipos participantes
| Equipos participantes | Equipos participantes | Equipos participantes | Equipos participantes |
| --------------------- | --------------------- | --------------------- | --------------------- |
| Arabia Saudita        | Catar                 | Irán                  | Tayikistán            |
| Australia             | Corea del Sur         | Japón                 | Uzbekistán            |
| Baréin                | Indonesia             | Laos                  | Vietnam               |
| Camboya               | Irak                  | Malasia               | Yemen                 |

## Sorteo
Los 16 equipos se dividían en cuatro grupos de cuatro equipos, con los equipos sembrados de acuerdo con su desempeño en el torneo y clasificación final del Campeonato sub-19 de la AFC 2018, con los anfitriones Uzbekistán automáticamente sembrados y asignados a la Posición A1 en el sorteo.
| Bombo 1                                       | Bombo 2                              | Bombo 3                      | Bombo 4                |
| --------------------------------------------- | ------------------------------------ | ---------------------------- | ---------------------- |
| Uzbekistán Arabia Saudita Corea del Sur Catar | Japón Tayikistán Australia Indonesia | Malasia Irak Vietnam Camboya | Irán Yemen Baréin Laos |

## Sedes
| Taskent                  | Taskent           | Namangán          | Olmaliq           |
| ------------------------ | ----------------- | ----------------- | ----------------- |
| Estadio Lokomotiv        | Estadio Bunyodkor | Estadio Markasiy  | Estadio AGMK      |
| Capacidad: 8,000         | Capacidad: 34,000 | Capacidad: 22,500 | Capacidad: 12,000 |
|                          |                   |                   |                   |
| Taskent Olmaliq Namangán |                   |                   |                   |

## Resultados

### Fase de grupos

#### Grupo A
| Equipo     | Pts | PJ | PG | PE | PP | GF | GC | Dif |
| ---------- | --- | -- | -- | -- | -- | -- | -- | --- |
| Uzbekistán | 0   | 0  | 0  | 0  | 0  | 0  | 0  | 0   |
| Indonesia  | 0   | 0  | 0  | 0  | 0  | 0  | 0  | 0   |
| Camboya    | 0   | 0  | 0  | 0  | 0  | 0  | 0  | 0   |
| Irán       | 0   | 0  | 0  | 0  | 0  | 0  | 0  | 0   |

|  | ubezkiztán | 2-1 | irán |  |  |

|  |  | vs. |

|  |  | vs. |

|  |  | vs. |

|  |  | vs. |

|  |  | vs. |

#### Grupo B
| Equipo        | Pts | PJ | PG | PE | PP | GF | GC | Dif |
| ------------- | --- | -- | -- | -- | -- | -- | -- | --- |
| Corea del Sur | 0   | 0  | 0  | 0  | 0  | 0  | 0  | 0   |
| Japón         | 0   | 0  | 0  | 0  | 0  | 0  | 0  | 0   |
| Irak          | 0   | 0  | 0  | 0  | 0  | 0  | 0  | 0   |
| Baréin        | 0   | 0  | 0  | 0  | 0  | 0  | 0  | 0   |

|  |  | vs. |

|  |  | vs. |

|  |  | vs. |

|  |  | vs. |

|  |  | vs. |

|  |  | vs. |

#### Grupo C
| Equipo         | Pts | PJ | PG | PE | PP | GF | GC | Dif |
| -------------- | --- | -- | -- | -- | -- | -- | -- | --- |
| Arabia Saudita | 0   | 0  | 0  | 0  | 0  | 0  | 0  | 0   |
| Australia      | 0   | 0  | 0  | 0  | 0  | 0  | 0  | 0   |
| Vietnam        | 0   | 0  | 0  | 0  | 0  | 0  | 0  | 0   |
| Laos           | 0   | 0  | 0  | 0  | 0  | 0  | 0  | 0   |

|  |  | vs. |

|  |  | vs. |

|  |  | vs. |

|  |  | vs. |

|  |  | vs. |

|  |  | vs. |

#### Grupo D
| Equipo     | Pts | PJ | PG | PE | PP | GF | GC | Dif |
| ---------- | --- | -- | -- | -- | -- | -- | -- | --- |
| Catar      | 0   | 0  | 0  | 0  | 0  | 0  | 0  | 0   |
| Tayikistán | 0   | 0  | 0  | 0  | 0  | 0  | 0  | 0   |
| Malasia    | 0   | 0  | 0  | 0  | 0  | 0  | 0  | 0   |
| Yemen      | 0   | 0  | 0  | 0  | 0  | 0  | 0  | 0   |

|  |  | vs. |

|  |  | vs. |

|  |  | vs. |

|  |  | vs. |

|  |  | vs. |

|  |  | vs. |

### Segunda fase
|  | Cuartos de final | Cuartos de final |  |  | Semifinales | Semifinales |  |  | Final | Final |  |
|  | 2021             | 2021             |  |  | 2021        | 2021        |  |  | 2021  | 2021  |  |
|  |                  |                  |  |  |             |             |  |  |       |       |  |
|  |                  |                  |  |  |             |             |  |  |       |       |  |
|  |                  |                  |  |  |             |             |  |  |       |       |  |
|  |                  |                  |  |  |             |             |  |  |       |       |  |
|  |                  |                  |  |  |             |             |  |  |       |       |  |
|  |                  |                  |  |  |             |             |  |  |       |       |  |
|  |                  |                  |  |  |             |             |  |  |       |       |  |
|  |                  |                  |  |  |             |             |  |  |       |       |  |
|  |                  |                  |  |  |             |             |  |  |       |       |  |
|  |                  |                  |  |  |             |             |  |  |       |       |  |
|  |                  |                  |  |  |             |             |  |  |       |       |  |
|  |                  |                  |  |  |             |             |  |  |       |       |  |
|  |                  |                  |  |  |             |             |  |  |       |       |  |
|  |                  |                  |  |  |             |             |  |  |       |       |  |
|  |                  |                  |  |  |             |             |  |  |       |       |  |
|  |                  |                  |  |  |             |             |  |  |       |       |  |
|  |                  |                  |  |  |             |             |  |  |       |       |  |
|  |                  |                  |  |  |             |             |  |  |       |       |  |
|  |                  |                  |  |  |             |             |  |  |       |       |  |
|  |                  |                  |  |  |             |             |  |  |       |       |  |
|  |                  |                  |  |  |             |             |  |  |       |       |  |
|  |                  |                  |  |  |             |             |  |  |       |       |  |
|  |                  |                  |  |  |             |             |  |  |       |       |  |
|  |                  |                  |  |  |             |             |  |  |       |       |  |
|  |                  |                  |  |  |             |             |  |  |       |       |  |

### Cuartos de final
|  |  | vs. |

|  |  | vs. |

|  |  | vs. |

|  |  | vs. |

### Semifinales
|  |  | vs. |

|  |  | vs. |

### Final
|  |  | vs. |